# 윤정연
윤정연(1992년 11월 9일 ~ )은 대한민국의 태권도 선수이다. 2014년 아시안 게임에 대한민국 국가대표로 참가해 -53kg급에서 은메달을 획득했다. 경서중학교를 나왔다